# Peter Zadek
Peter Zadek (19. května 1926 Berlín – 30. července 2009 Hamburk) byl německý divadelní a filmový režisér. Pocházel ze středostavovské židovské rodiny, která po nástupu nacistů k moci odešla z Německa do Anglie. Jeho bratrancem byl fotograf Walter Zadek.
Původně studoval učitelství, pak se zaměřil na divadlo, režíroval ve Swansea a Pontypriddu, pak přišel do Old Vic, kde na sebe upozornil inscenacemi Salome Oscara Wildea a Balkónu Jeana Geneta. Od roku 1958 působil v Theater am Dom v Kolíně nad Rýnem a od roku 1962 v Brémském divadle, kde byli jeho spolupracovníky Kurt Hübner a Wilfried Minks. V letech 1972 až 1979 vedl Schauspiel Bochum, pak hamburský Deutsches Schauspielhaus a byl jedním z pěti intendantů Berliner Ensemble. Zadekovy inscenace přinášely provokativní výklady předloh a vyvolávaly četné diskuse. K okruhu jeho oblíbených herců patřili Eva Mattesová, Angela Winklerová, Juraj Kukura, Gert Voss a Ulrich Tukur. Na skandálním rockovém muzikálu Andi spolupracoval se skupinou Einstürzende Neubauten.
Věnoval se rovněž operní režii, např. Vzestup a pád města Mahagonny Kurta Weilla na Salcburském festivalu v roce 1998. Natočil filmy Ich bin ein Elefant, Madame (podle Thomase Valentina), Eiszeit (podle Tankreda Dorsta) a Die wilden Fünfziger (podle Johanna Maria Simmela). Byl jedním z režisérů televizního seriálu Intercontinental-Express. Jako herec se objevil ve filmu Rainera Wernera Fassbindera Touha Veroniky Vossové. Spolu se svojí životní partnerkou Elisabeth Plessenovou vytvořili nové německé překlady her Williama Shakespeara a Antona Pavloviče Čechova.
Získal Řád umění a literatury, Záslužný řád Spolkové republiky Německo a Nestroyovu divadelní cenu. V Bochumi je po něm pojmenována ulice Peter-Zadek-Straße.